# Christian Rüegg
Christian Rüegg (* 1976) ist ein Schweizer Physiker, Hochschullehrer und seit 2020 Direktor des Paul Scherrer Instituts (PSI).

## Werdegang
Rüegg wurde im Kanton Aargau geboren und studierte Physik an der ETH Zürich, wo er 2005 auch promovierte. Von 2005 bis 2011 forschte er am London Centre for Nanotechnology des University College London. 2011 kehrte er ans PSI zurück und übernahm die Leitung des Labors für Neutronenstreuung und Imaging. Seit 2017 leitete Rüegg den Forschungsbereich Neutronen und Myonen am PSI. Am 1. April 2020 trat er die Nachfolge von Joël Mesot als Direktor des PSI an. In dieser Funktion lancierte er unter anderem das Umbauprojekt SLS 2.0 der Synchrotron Lichtquelle Schweiz. Rüegg ist Festkörperphysiker und forscht zu Quantenphänomenen im Magnetismus. Für seine Arbeiten erhielt er mehrere Auszeichnungen, darunter den Lewy-Bertaut-Preis und einen ERC Consolidator Grant. Seit 2012 ist er zudem Professor an der Universität Genf. Am 8. Dezember 2023 wurde Rüegg vom Bundesrat für eine weitere vierjährige Amtszeit als PSI-Direktor ab 1. April 2024 bestätigt.